# Microeca flavigaster
La petroica limón (Microeca flavigaster) es una especie de ave paseriforme de la familia Petroicidae propia de Nueva Guinea y el norte de Australia.

## Subespecies
- Microeca flavigaster flavigaster
- Microeca flavigaster flavissima
- Microeca flavigaster laeta
- Microeca flavigaster laetissima
- Microeca flavigaster tarara
- Microeca flavigaster terraereginae
- Microeca flavigaster tormenti